# Enciclopédia dos Municípios Brasileiros

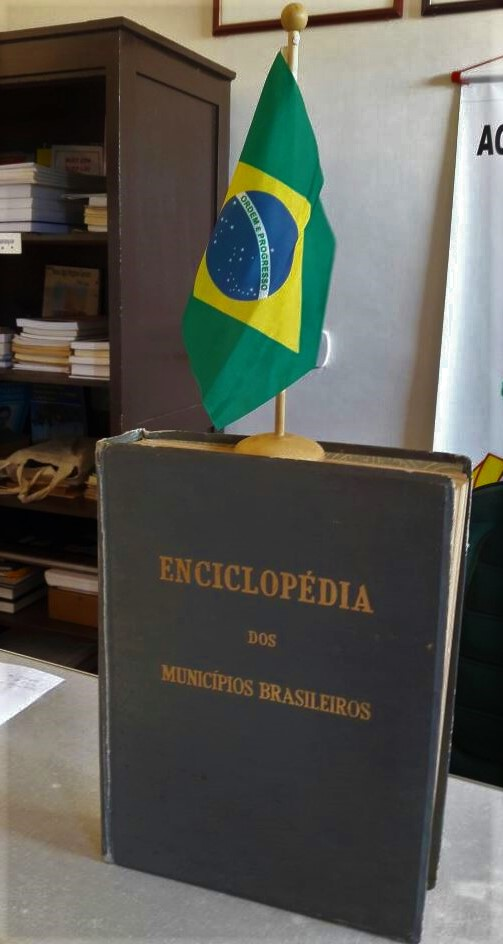
Exemplar da Enciclopédia dos Municípios Brasileiros.

A Enciclopédia dos Municípios Brasileiros é uma obra de referência editada pelo IBGE sobre os municípios do Brasil.

## História
Publicada a partir de 1957. A enciclopédia fornece dados gerais dos municípios à época: história, estatística, política, geografia, cultura e possui milhares de fotografias e quase 3 mil mapas dos municípios, estados, territórios e o Distrito Federal daquele período.
Teve a publicação iniciada na gestão do presidente do IBGE Jurandir de Castro Pires Ferreira e do vice-presidente Moacir Malheiros Fernandes da Silva no governo de Juscelino Kubitschek.

## Composição
Ao todo a enciclopédia é composta em 36 volumes cada um pesando em média quatro quilogramas. O formato mede cerca de 27 por 37 centímetros e em capa dura; as capas trazem a impressão na cor dourada. É encontrada em algumas bibliotecas públicas grandes e médias como na Biblioteca Municipal Marion Saraiva.